# 古泉千樫
古泉 千樫（こいずみ ちかし、1886年〈明治19年〉9月26日 - 1927年〈昭和2年〉8月11日）は、日本の歌人。本名：幾太郎。伊藤左千夫に師事。貧困と病弱に苦しみながら創作を続けた。

## 来歴
1886年9月26日、千葉県長狭郡細野村（現・鴨川市）に生まれた。父弥一30歳、母きく19歳の長男。家業は中位の自作農。父から四書の素読を受け、付近の漢学塾へも通い、小学校では優秀な生徒だった。1899年、「心の花」を読み、また萬朝報歌壇への投書を始める。当時の選者は小出粲と海上胤平。
1900年、吉尾村高等小学校を卒業し、直ちに母校の代用教員に採用された。旧制千葉師範学校進学を希望したが果たされなかった。1901年4月、千葉町（現千葉市）の千葉県教育会教員講習所に入所して10月に卒業した。小学校准訓導の資格を得た。1902年2月、安房郡田原村の竹平校に奉職して、生家から朝夕往復60町ばかりの道を通った。月給は7円、校長は理解のある漢人幸政であった。萬朝報、心の花、日本などに作歌を投じ、万葉集を学び始めた。
1903年頃から根岸派の歌風に親しみ、漢人校長と木更津中学校教師の安川文時と交遊を持ち、両者から強い影響を受ける。1904年に「馬酔木」に投稿し、伊藤左千夫から激賞される。1905年に安川から本名幾太郎の「幾（ちかし）」の字に因んで、「千樫」の号を授かる。当時は新詩社の「明星」の歌風が流行し、根岸派は歌壇に黙殺されていた。1906年に徴兵検査を受けるが近眼のために兵役免除となる。1907年に上京して本所茅場町に住む左千夫に初面会し、左千夫宅に宿泊。この上京時に長塚節、蕨真一郎、石原純、斎藤茂吉と知り合う。茂吉とは生涯にわたる無二の親友となる。左千夫が「日本」歌壇選者に就任し、盛んに投稿。
1908年、小学校を辞職し本格的に上京、本所区緑町（現・墨田区緑）滝澤方に下宿。10月に「心の花」選者の石槫千亦の斡旋で帝国水難救済会に事務員として就職、以後1926年1月まで19年間勤める。左千夫のもとに付き添い、信濃を訪れて島木赤彦と知り合い、森鴎外宅の観潮楼歌会に出席した。1909年、郷里からの付き合いであった山下喜代子と結婚。土屋文明、中村憲吉と知り合う。この頃から文壇に自然主義文学の作風が主流をなし、その理論や作風に傾倒した。同年9月に歌誌「アララギ」の発行所が千葉から東京に移り、左千夫が発行人に就任。茂吉と共に初期の「アララギ」の発行を支えた。
1910年頃から左千夫と若い門人たちの間に歌風の方向性のずれが生じ始めるが、千樫は茂吉と共に左千夫を助け続けた。「アララギ」の歌風は世間に広く認められるようになっていた。1913年6月から本所区南二葉町（現・墨田区亀沢）3-20の石井方に移り、しばらくして本所区南二葉町23に転居する。これを機にアララギ発行所が左千夫方より千樫方に移り、「アララギ」の編集を担当する。同年7月30日、左千夫が脳溢血により50歳にて急逝。これを機に門人たちの結束が強まる。またこの頃から前田夕暮、若山牧水、尾山篤二郎、北原白秋ら、「アララギ」以外の歌人との交流が増え始める。1910年に長女・葉子、1913年に二女・條子が生まれる。
1912年、仙台の文芸誌『シャルル』を通じて、当時人気の女流歌人・原阿佐緒と知り合い、妻子があることに触れずに文通を重ね、翌年上京した阿佐緒と関係を持ち、何も手につかないほど恋心を募らせる。二人の仲を知った妻は心痛で乳が止まり、1914年に生後3か月の二女が肺炎で死去する。
事務処理が苦手な千樫は「アララギ」の編集発行がうまくいかず、1914年3月には青山南町の茂吉宅へと発行所が移る。4月には長野県から上京してきた赤彦に編集の実権を譲る。以後は作歌と研究に集中し、歌壇を制覇してゆくアララギ派の中心的歌人として多くの秀歌を残した。1915年8月、青山穏田の平福百穂の隣家に転居。1917年2月、麻布区青山南（現・港区南青山）に転居し、終の棲家となる。1918年、「秀才文壇」歌壇選者就任。「歌話会」が結成され、石槫千亦、石井直三郎、太田水穂、橋田東聲、松村英一、前田夕暮、若山牧水、尾山篤二郎等と共に委員となる。この頃のアララギ幹部は茂吉が長崎、憲吉は備後、純は仙台、文明は信濃と散り散りになり、東京に残っているのは赤彦と千樫だけだった。
1920年、上京し三ヶ島葭子宅に寄宿する原阿佐緒をたびたび訪ねるようになり、交際が復活するが、阿佐緒が石原純の求愛を受け入れたことを知って身を引き、石原との関係について阿佐緒に助言するなどした。1921年に阿佐緒と石原の不貞問題が表沙汰となる。このとき阿佐緒を擁護する文章を発表したために赤彦から破門された三ヶ島葭子が千樫に入門を求め、以後は赤彦を中心勢力とするアララギに疎外感を覚え始める。徐々にアララギと疎遠になり、1923年を最後にアララギへの出詠を終了。1924年に、北原白秋、土岐善麿、石原純、折口信夫、木下利玄、川田順、吉植庄亮らと共に歌誌「日光」の主要同人となり、三ヶ島葭子も参加した。1925年、自選歌集『川のほとり』を改造社から出版。生前の歌集はこの一冊のみである。
1926年6月、「青垣会」を結成。会員は千樫を中心に相坂一郎、安田稔郎、大熊長次郎、信夫美和、安川三郎、鈴木杏村、石塚栄之助、石渡茂樹、三ヶ島葭子、水町京子、北見志保子、橋本徳寿ら。
1927年初めに歌誌「青垣」創刊の話が起こるが、8月11日夕刻に容態が急変、駆け付けた茂吉に後事を託す。午後10時30分、肺結核と心臓衰弱のため青山南の自宅で臨終。享年42、満40年10ヶ月余の生涯を終える。戒名は顕密院千樫道慧居士。没後、同年11月門人らによって「青垣」が創刊され、長沢美津、岡部文夫らが参加した。1928年、遺歌集『屋上の土』が改造社よりアララギ叢書第三篇として出版された。1933年、遺歌集『靑牛集』が改造社より青垣叢書第六篇として出版された。
墓は伝通院にあり、近くには佐藤春夫夫妻の墓がある。

## 歌集
- 土屋文明、橋本徳寿編『古泉千樫歌集』岩波書店、1990年